# 松下桂子
松下桂子（まつした けいこ、1968年5月30日 - ）は、フリーランスで活動するものまねタレントである。群馬県太田市出身。血液型O型

## 来歴・人物・芸風
- 1990年『ものまね王座決定戦』でデビュー。本名・松下桂子で出演し、出場2回目で準優勝を手にする。美川憲一とコロッケの妹分として1991年に篠塚満由美とユニット「しじみとさざえ」を結成。芸名「しじみ（篠塚は「さざえ」＝ものまねレパートリーである江利チエミが映画とテレビドラマで扮したサザエさんが由来。それに対応した名前）」として活動した。フジテレビ『ものまね王座決定戦』でものまねタレントとして脚光を浴び、松居直美、松本明子、斉藤ルミ子とともに「ものまね女四天王」としてブレイク。
- 第33回日本レコード大賞においてデビュー曲の「ものまね想い出の九十九里浜」で新人賞を受賞。ものまねタレントでこの賞を受賞した唯一の例である。
- 2007年より沖縄に移住し、那覇市内でモノマネBAR「ものまね屋♪しじみんちゅ」を経営。ものまねライブを披露している。
- 基本的には正統派の「歌マネ」。形態模写や、兄貴分であるコロッケのようなデフォルメはしないが、「本人が絶対歌わないシリーズ」と称して日立製作所のCMソング「日立の樹」を小泉今日子と中森明菜で歌ったり、「サザエさん」の歌を浅田美代子と岸田今日子で歌ったり、プリンセス・プリンセスの「M」を替え歌にしたりとアレンジして歌うことで笑いを取る。とくに小泉のものまねは、歌声だけでなくトークまで酷似しており、本人も公認している。

## エピソード
- DJ OZMA（綾小路翔）が2007年の琉球海炎祭で特別イベントに出演した後、那覇市内のクラブで共演した際『ファンでした!』と綾小路からサインを求められ、DJ OZMA ファミリー氣志團メンバーと親交を結ぶようになる（アルバム「I ♥ PARTY PEOPLE 2」(2007年12月5日) のカバークレジットSpechalThanksの欄にも“SHIJIMI”と名前が入っている）
- 自身のお店と名刺とブログにある似顔絵は週刊少年ジャンプで「究極!!変態仮面」連載していたあんど慶周の手によるものである。
- ものまね芸人は基より、お笑い芸人・ミュージシャン・役者・プロ野球選手と交流関係が広い。

## ディスコグラフィー
- ものまね！想い出の九十九里浜
- 涙のモヤイ伝説
- フルフリ・ユリユラ
- 夢見るラクダ(アルバム)
- ケンとチャコの東京恋物語

## メディア出演

### テレビ
- 爆笑そっくりものまね紅白歌合戦スペシャル（フジテレビ）※2014年4月13日放送、2014年11月4日放送。
- ものまね王座決定戦（フジテレビ）※2013年12月28日の放送で、20年ぶりに出演。
- ものまねバトル（日本テレビ）
- 森田一義アワー 笑っていいとも!（フジテレビ）
- 徹子の部屋（テレビ朝日）
- アッコにおまかせ!（TBSテレビ）
- スーパージョッキー（日本テレビ）
- クイズダービー（TBSテレビ）
- 新春かくし芸大会（フジテレビ）
- 鶴ちゃんのプッツン5（日本テレビ）
- 24時間テレビ（日本テレビ）

### ラジオ
- しじみんちゅッ（FMちゃたん）※インターネット『ちゅらじお』でも同時配信されていた
- カンパイ!きりんちゅ（FM沖縄・RBCiラジオ・ラジオ沖縄）※同一タイトル・同一スポンサーで、内容は放送局毎に異なっていた。

### ラジオCM
- 沖縄森永乳業「森永ヨーゴ」（ナレーション）

## ものまねレパートリー
- 小泉今日子（天野春子）
- 中森明菜
- 渡辺真知子
- aiko
- 工藤静香
- 中島美嘉
- 浜崎あゆみ
- 鬼束ちひろ
- 山口百恵
- 酒井法子
- 瀬川瑛子
- アンルイス
- 椎名林檎
- 小林幸子
- YOU
- 小柳ゆき
- 中山美穂
- 岸田今日子
- 楠田枝里子
- CHARA
- 髙橋真梨子
- 菊池桃子
- 奥居香
- 薬師丸ひろ子
- 倖田來未
- 浅田美代子
- 杉本彩
- 原田知世
- 松任谷由実
- 田中真紀子
- YUKI
- 峰不二子
- 石川さゆり
- MISIA
- 都はるみ
- フィンガー5
- 篠原ともえ
- 松本伊代
- 奥村チヨ
- 野原しんのすけ（クレヨンしんちゃん）
- 吉田美和（DREAMS COME TRUE）
- KEIKO（globe）
- 美空ひばり